# Игре без правила
Игре без правила је шести студијски албум Краљевског апартмана који је издат 2012. године за Power Music. На албуму се налази тринаест нових и прерађена верзија песме „Дама из краљевског апартмана“ са трећег албума Rocker.